# Зупини вагони
Зупини вагони (рос. Останови вагоны) — російський антивоєнний рух, який займався диверсіями на російських залізницях різними способами, щоб перешкодити транспортуванню обладнання, пального, боєприпасів та інших засобів, що використовуються на війні в Україні.

## Історія
На сайті руху є детальні інструкції щодо диверсій на російських лініях постачання та залізниці. 8 травня 2022 року Telegram-канал руху було заблоковано. За їх власними заявами, їх заблокували «після публікації карти залізничного опору, яка охопила понад 30% території Росії».
Рух взяв на себе відповідальність за інцидент в Амурській області на Транссибірській магістралі 29 червня 2022 року за сходження з рейок вагонів у Твері 5 липня за сходження з рейок кількох вагонів у Красноярську 13 липня для вантажних поїздів на станції Лесосибірськ з Красноярського краю в Махачкалі в ніч з 23 на 24 липня (місцева влада розглядає залізничну диверсію як основну причину), а також Станція Бабаєво Жовтневої залізниці 12 серпня.
19 липня 2022 року сайт руху був заблокований Роскомнадзором у Росії на вимогу Генпрокуратури.